# 2004年夏季残疾人奥林匹克运动会斯洛文尼亚代表团
2004年夏季残疾人奥林匹克运动会斯洛文尼亚代表团是斯洛文尼亚派出的2004年夏季残疾人奥林匹克运动会代表团。获得1枚金牌、2枚银牌和1枚铜牌。